# Serdar
Serdar (dříve Kyzyl-Arvat nebo Gyzylarbat) je město v Turkmenistánu, asi 220 km severozápadně od hlavního města Ašchabadu. Roku 1995 zde žilo asi 45.500 lidí, převážně Turkmenů.
Serdar se nachází v blízkosti starého perského města Farava. Tento region byl obýván Dáky. Moderní město bylo založeno v roce 1881 jako stanice na železnici. Ve městě krátce pobýval i anarchista Pjotr Aršinov.